# Pat Cadigan
Patricia Oren Kearney Cadigan (1953, Schenectady, New York) es una escritora estadounidense de ciencia ficción. Ha sido llamada ‘la reina del ciberpunk’ por su implicación en los inicios de este movimiento literario, y por haber sido la única mujer que participó en la antología seminal Mirrorshades.

## Biografía
Pat nació en Schenectady, Nueva York, y creció en Fitchburg, Massachusetts. Siguió su educación en la Universidad de Massachusetts y la Universidad de Kansas, graduándose en 1975. Cadigan trabajo como escritora de tarjetas. A finales de los años 1970 e inicio de los años 1980, Cadigan participó en la edición de pequeñas revistas de la prensa como Shayol y Chacal. Se animó a escribir de tiempo completo a partir de 1987. Ella emigró a Inglaterra en 1996.
Ha ganado un gran número de premios, incluyendo el premio Arthur C. Clarke en 1992 y 1995 por sus novelas Synners y Fools. En 2013, su relato The Girl-Thing Who Went Out for Sushi ganó el premio Hugo en su categoría. En 2013 la escritora anunció que había sido diagnostica con cáncer.

## Obra
Series
- Lost in Space o Promised Land (1999)
- The Web o Avatar (1999); o The Web 2028 (1999) con Stephen Baxter, Ken MacLeod, James Lovegrove, Maggie Furey y Eric Brown

Novelas
- Mindplayers (1987)
- Synners (1991)
- Fools (1992)
- Datableed (1997)
- Tea From an Empty Cup (1998)
- Patterns: Stories (1999)
- Dervish is Digital (2000)
- The Ultimate Cyberpunk (2002)
- Twilight Zone: Upgrade/Sensuous Cindy (2004)
- Cellular (2004)
- Jason X (2000 AD S.) (2005)
- Jason X #2: The Experiment (Jason X) (2005)

Colecciones
- Patterns (1988) Matrices
- Letters from Home (1991)
- Home By The Sea (1992)
- Dirty Work (1993)

Antologías
- Letters from Home (1991) con Karen Joy Fowler y Pat Murphy

Cuentos de ciencia ficción
- Death from Exposure (1978)
- Criers and Killers (1980)
- The Coming of the Doll (1981)
- Second Comings - Reasonable Rates (1981)
- The Pathosfinder (1981)
- The Sorceress in Spite of Herself (1982)
- The Day the Martels Got the Cable (1982)
- Nearly Departed (1983)
- Eenie, Meenie, Ipsateenie (1983)
- Vengeance is Yours (1983)
- In the Shop (1983)
- The Pond (1983)
- Rock On (1984)
- Another One Hits the Road (1984)
- After the Days of Dead-Eye 'Dee (1985)
- Roadside Rescue (1985)
- Pretty Boy Crossover (1986)
- Angel (1987)
- Patterns (1987)
- The Boys in the Rain (1987)
- By Lost Ways (1987)
- The Edge (1988)
- Addicted to Love (1988)
- My Brother's Keeper (1988)
- It Was the Heat (1988)
- Two (1988)
- Heal (1988)
- Headset (1988)
- Two (1988)
- Dirty Work (1989)
- The Power and the Passion (1989)
- Shoot the Moon (1989)
- Fool to Believe (1990)
- Scanman (1990)
- Johnny Come Home (1991)
- In the Dark (1991)
- Home by the Sea (1991)
- Dispatches from the Revolution (1991)
- No Prisoners (1992)
- Fifty Ways to Improve Your Orgasm (1992)
- Naming Names (1992)
- True Faces (1992)
- New Life for Old (1992)
- A Deal With God (1992)
- Love Toys of the Gods (1993)
- Lost Girls (1993)
- Dino Trend (1993)
- Paris in June (1994)
- Not Just Another Deal (1994)
- Serial Monogamist (1994)
- Death in the Promised Land (1995)
- Tea From an Empty Cup (1995)
- She's Not There (1995)
- Another Story (1997)
- The Emperor's New Reality (1997)
- What I Got for Christmas (1998)
- Datableed (1998)
- Freeing the Angels (2000) con Chris Fowler
- Life on Earth (2001)
- Linda (2002)

Poemas
- From Competition 25: Short Poems about SF Animals: Conkew (1980)
- Conkew (1982)

Ensayos
- From Competition 26: Imaginary Collaborations (1981)
- Read This (The New York Review of Science Fiction, August 1989) (1989)
- Pat Cadigan: A Bibliography (1989)
- Stalking the Real Resnick (1991)
- The S Word (1996)
- Introduction (Solo Flights Through Shared Worlds) (1996)
- Lateral Genius and the Persistence of Neuromancer (1998)
- Ten SF/Fantasy/Genre Films That Should Not Have Been Made (1998)